# Rudolf Weinwurm

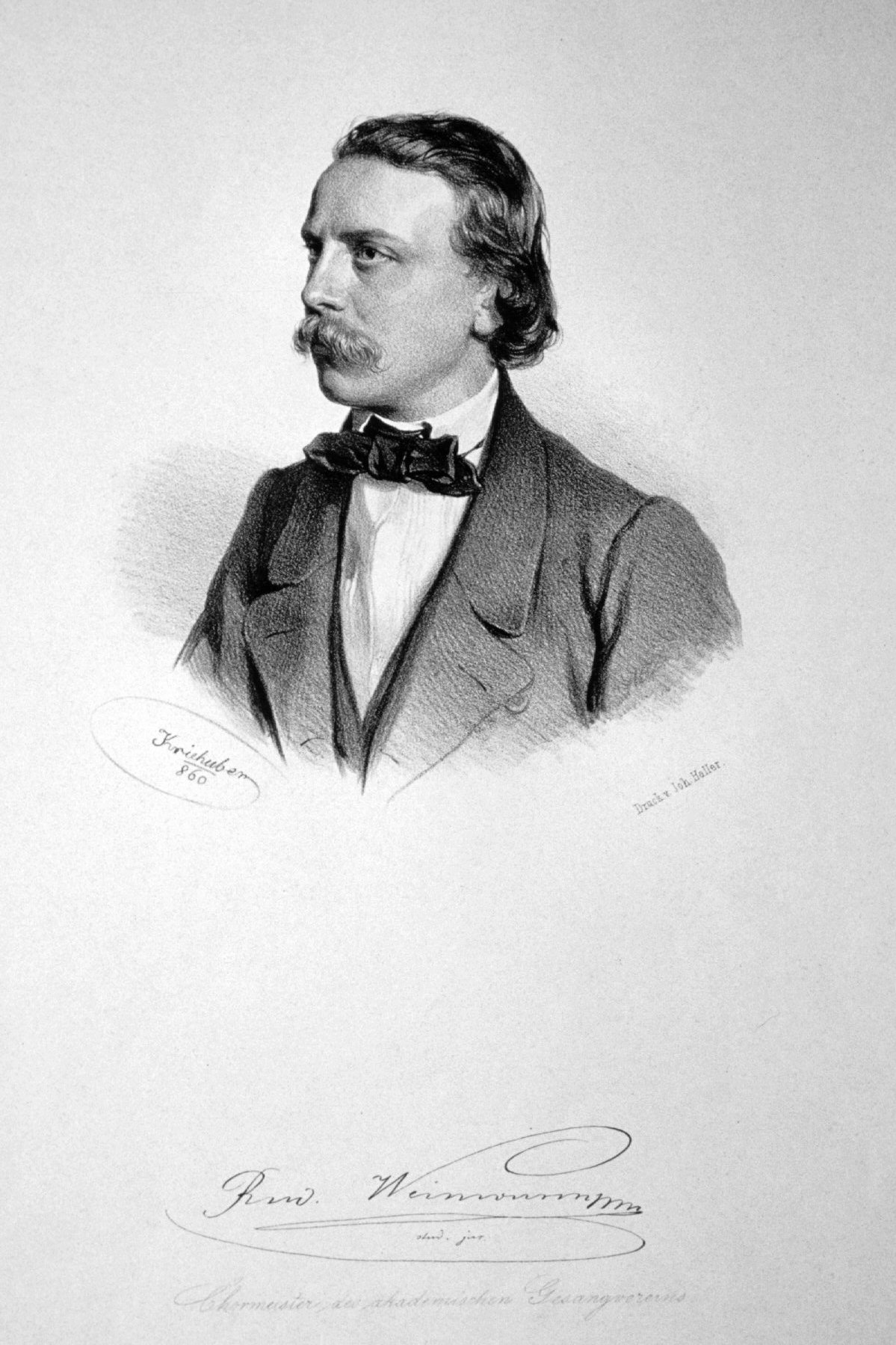
Rudolf Weinwurm Lithographie von Josef Kriehuber, 1860

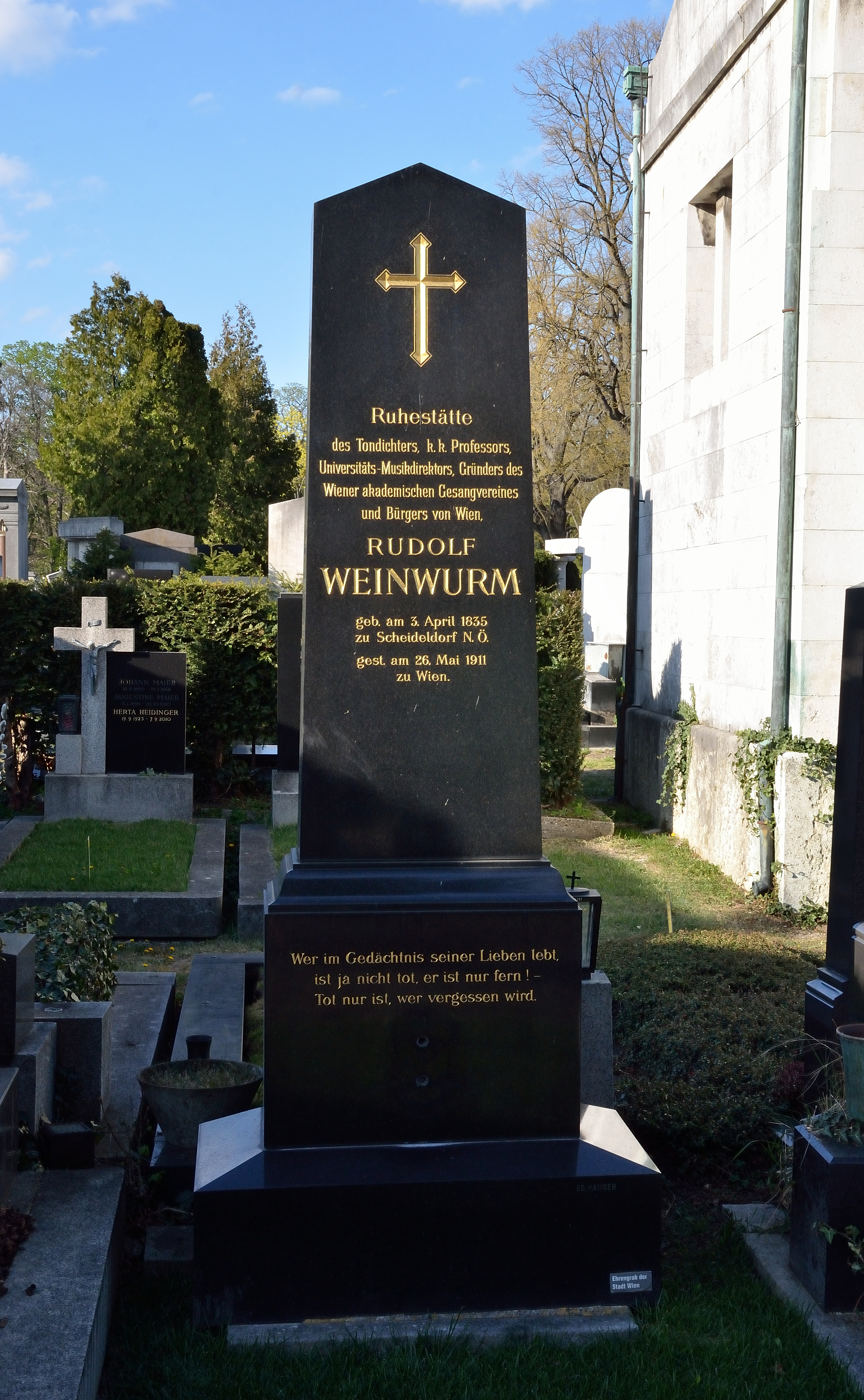
Grab auf dem Hietzinger Friedhof (2020)

Rudolf Weinwurm (* 3. April 1835 in Scheideldorf bei Waidhofen an der Thaya; † 26. Mai 1911 in Wien) war ein österreichischer Jurist, Musikwissenschaftler, Chorleiter und Komponist.

## Leben
Rudolf Weinwurm wurde als einer von drei Söhnen des Schullehrers und Chorregenten Josef Weinwurm (1793–1869) und dessen Ehefrau Anna geboren. Er war Sängerknabe im Stift Zwettl und in den Jahren von 1847 bis 1850 Hofsängerknabe in Wien.
Danach besuchte er das Piaristengymnasium im 8. Wiener Gemeindebezirk Josefstadt und bekam ab dem Jahr 1854 seine musikalische Ausbildung bei Josef Laimegger. Ab dem Jahr 1855 studierte er Rechtswissenschaft an der Universität Wien. In den Jahren von 1856 bis 1859 gehörte er dem Wiener Männergesang-Verein an und war von 1855 bis 1859 Mitglied der Juristen-Liedertafel. Im Jahr 1858 gründete er den Wiener Akademischen Gesangverein.
In seiner Heimatstadt wirkte Weinwurm als Universitäts-Musikdirektor, Direktor der Wiener Singakademie und ab 1877 als Chormeister des Wiener Männergesang-Vereins. Beim Sängerbundfest für Oberösterreich und Salzburg im Jahr 1865 errang sein Chorwerk „Germania“ den ersten Preis vor Bruckners „Germanenzug“. Zum Makart-Festzug im Jahr 1879 schrieb er den Hymnus und gastierte mit seinen Chören bei bedeutenden Anlässen, z. B. bei der Einweihung der Votivkirche, dem Begräbnis Grillparzers und der Eröffnung des Schutzhauses auf dem Großglockner.
In den Jahren 1879/80 betreute er musikalisch das von Max Breitenstein herausgegebene Commersbuch der Wiener Studenten, das bis zum Jahr 1890 in drei Auflagen erschien und neben Scheffels Czernowitz-Lied auch Kompositionen Weinwurms enthält.
Rudolf Weinwurm wurde in Wien auf dem Hietzinger Friedhof in einem ehrenhalber gewidmeten Grab (Gruppe 25, Nummer 3) bestattet.

## Ehrungen
- Im Jahr 1952 wurde in Wien-Donaustadt (22. Bezirk) der Weinwurmweg nach ihm benannt.
- In der Gemeinde Göpfritz im Waldviertel ist ihm in Scheideldorf ein Museum gewidmet.